# Der Gefühlsstau
Der Gefühlsstau is een boek dat in 1990 werd uitgebracht door Hans-Joachim Maaz, vlak na de val van de Berlijnse Muur. Hans-Joachim Maaz is een psycho-analyticus en wilde door middel van zijn boek duidelijk maken wat de psychische gevolgen waren voor de bewoners van de DDR. Het boek bevat een vernietigende studie naar de collectieve neurose waar veel burgers dankzij het regime onder zouden leiden. Het boek heeft een controversiële reputatie.
De burgers werden autoritair door de staat opgevoed. Daardoor ontbrak het een aan positief zelfbeeld. De DDR kenmerkte zich door voortdurende repressie. Het ontbreken van democratische processen, de willekeur van justitie, de permanente hersenspoeling, het geraffineerde spionagesysteem van de staatspolitie. Dit alles leidde volgens Maaz tot misvormde karakters.
Men vluchtte in sociale rollen en verloor daardoor aan persoonlijkheid. Er bestond gebrek aan vrijheid en aan meningsuiting. Ook was er gebrek aan vrijheid om te reizen. En doordat Oost-Duitsers zich spiegelden aan West-Duitsers raakten men enkel meer gefrustreerd. Men voelde zich minderwaardig. En ook de kerken spaarde hij niet, want die zouden volgens Maaz te loyaal zijn geweest aan de staat. De kerken hadden een belangrijke ventielfunctie, want binnen de muren van de kerken was de enige plek waar men nog vrijuit kon spreken, en die hebben ze niet volledig volbracht.